# The Calcium Kid
The Calcium Kid er en engelsk komediefilm fra 2004. 
Hovedrollen indehaves af Orlando Bloom, der spiller mælkemand og amatørbokser. Blandt øvrige medvirkende er Billie Piper og Michael Pena. Filmen er instrueret af Alex De Rakoff og er produceret af Working Title Films.

## Eksterne Henvisninger
- The Calcium Kid på Internet Movie Database (engelsk)
- The Calcium Kid på Filmdatabasen
- The Calcium Kid i Svensk Filmdatabas (svensk)
- The Calcium Kid på AlloCiné (fransk)
- The Calcium Kid på MovieMeter (nederlandsk)
- The Calcium Kid på AllMovie (engelsk)
- The Calcium Kid på The Movie Database (engelsk)
- The Calcium Kid på Rotten Tomatoes (engelsk)
- The Calcium Kid på Filmaffinity (engelsk)
- The Calcium Kid på Netflix (engelsk)